# The Axis of Awesome
The Axis of Awesome var ett australiensiskt humorband som bildades år 2006. Bandet består av Jordan Raskopoulos, Lee Naimo och Benny Davis. Förutom egna låtar spelar bandet även populära låtar från förr och nu. Bandet är främst kända för sin låt "Four Chords".

## Medlemmar
Jordan Raskopoulos, bandets huvudsångare, är även känd från den australiensiska komediserien "The Ronnie Johns Half Hour". Bandets mer klassiska toner kommer ifrån keyboardisten och bakgrundssångaren Benny Davis, även han har varit med i en sketch-grupp nämligen "The Dellusionists". Gruppens tredje medlem är en av Sidneys ledande improvisatörer, Lee Naimo som spelar gitarr och även hjälper Benny att köra till låtarna.

## Historia
Samtliga bandmedlemmar hade hand om kurser i improvisationsteater på universitetet i Sydney och startade där sina karriärer som handlar om att parodiera om popmusik.  
Trion har sedan börjat spela utomlands. 2010 besökte bandet Sverige där kritiken till största del var positiv.
Bandet har släppt tre album och en DVD, The Axis of Awesome Live, och har nått storpublik världen över.
I början av 2016 kom Jordan Raskopoulos ut som transsexuell, och lever numera som kvinna.

## "Four Chords"
"Four Chords" är en av The Axis of Awesomes mest kända verk samt ett av de högst rankade klippen på Youtube och har fått över 40 miljoner träffar. "Four Chords" består av ungefär 40 låtar och är en medley av populära sånger med allt från "Theme from America’s Funniest Home Videos" till "Miss Higgins - Scar". Låten har förändrats över tiden, men startar oftast med just "Journey - Don’t stop believing". Gemensamt med dessa låtar är att de alla följer samma fyra ackord (E, B, C#m, A). Enligt The Axis of Awesome är det bara dessa fyra ackord som krävs för att göra en hitlåt. 
De har även släppt en musikvideo till "Four Chords" på sin Youtube-kanal.

## Diskografi
- Scissors, Paper, Rock! (2008)
- Infinity Rock Explosion! (2010)
- Animal Vehicle (2011)

## Utmärkelser
- Melbourne International Comedy Festival Moosehead Award 2008
- Time Out Sydney Comedy Festival Best Australian Act Award 2010
- Time Out Sydney Best Comedy Show 2010-2011